# Синойкизъм
Синойкизъм (на старогръцки: συνοικισμός, Synoikismos, Synoikismus) е запланувано / или наредено сливане на множество села в един град.
Синойкизмът е тясно свързан с формирането на древногръцките полиси. Понятието трябва да се разбира както в чисто физическата концентрация на населението само в едно селище, така и чисто политическото обединение на жители, които продължават да обитават разпръснати селища. Тукидид прави тази разлика, като привежда като пример Атина и Спарта. Първата е политически обединена, но не и физически до 431 г. пр.н.е., когато Перикъл прибира селското население зад крепостните стени. Спарта е полис, който никога не е напълно физически обединен и представлява според Тукидид сбор от селища, „населявани по стария гръцки начин“, което е признак на съзнателно предизвикателство – начин да се заяви, че жителите са неуязвими за атака и нямат нужда от крепостни стени, които за Тукидид са признак и гаранция за цивилизован полисен живот.

## Примери
Чрез синойкизъм са образувани градовете:
- Древна Атина – стои още под въпрос
- Древна Спарта
- Мегалополис
- Касопе
- Никополис – 31 пр.н.е. от Октавиан
- Олинт – 432 пр.н.е.
- Тесалоники – 315 пр.н.е. от Касандър от 26 селища

- Рим